# Vitrea schneideri
Vitrea schneideri is een slakkensoort uit de familie van de Pristilomatidae. De wetenschappelijke naam van de soort is voor het eerst geldig gepubliceerd in 1988 door Riedel & P. Reischutz.